# フォーエヴァーモア (ホワイトスネイクのアルバム)
『フォーエヴァーモア』（Forevermore）は、ホワイトスネイクが2011年に発表したアルバム。日本で先行発売された。

## 解説
新たにマイケル・デヴィンとブライアン・ティッシーが加入した編成でレコーディングされた。デイヴィッド・カヴァデールによれば、バンドが2003年に再結成された時にも、ブライアン・ティッシーを起用する計画があったという。キーボーディストのティモシー・ドゥルーリーは、本作では正式メンバーではなくゲスト扱いで参加しており、また、カヴァデールの息子のジャスパーもレコーディングに参加している。
本作収録曲「ラヴ・ウィル・セット・ユー・フリー」は、日本では2011年2月23日に先行配信された。

## 収録曲
全曲ともデイヴィッド・カヴァデールとダグ・アルドリッチの共作。
1. スティール・ユア・ハート・アウェイ - Steal Your Heart Away - 5:18
2. オール・アウト・オブ・ラック - All Out of Luck - 5:27
3. ラヴ・ウィル・セット・ユー・フリー - Love Will Set You Free - 3:51
4. イージアー・セッド・ザン・ダン - Easier Said Than Done - 5:12
5. テル・ミー・ハウ - Tell Me How - 4:40
6. アイ・ニード・ユー（シャイン・ア・ライト） - I Need You (Shine a Light) - 3:48
7. ワン・オブ・ジーズ・デイズ - One of These Days - 4:52
8. ラヴ&トリート・ミー・ライト - Love & Treat Me Right - 4:13
9. ドッグス・イン・ザ・ストリート - Dogs in the Street - 3:47
10. フェア・ジー・ウェル - Fare Thee Well - 5:17
11. ホイッピング・ボーイ・ブルース - Whipping Boy Blues - 5:01
12. マイ・イーヴル・ウェイズ - My Evil Ways - 4:32
13. フォーエヴァーモア - Forevermore - 7:21

### 日本盤ボーナス・トラック
1. ホイッピング・ボーイ・ブルース（スワンプ・ミックス） - Whipping Boy Blues (Swamp mix) - 5:58

## 参加ミュージシャン
- デイヴィッド・カヴァデール - ボーカル
- ダグ・アルドリッチ - ギター
- レブ・ビーチ - ギター
- マイケル・デヴィン - ベース
- ブライアン・ティッシー - ドラムス

ゲスト・ミュージシャン
- ティモシー・ドゥルーリー - キーボード
- ジャスパー・カヴァデール - ボーカル